# Galerie Villand et Galanis
 (juin 2021).
Si vous disposez d'ouvrages ou d'articles de référence ou si vous connaissez des sites web de qualité traitant du thème abordé ici, merci de compléter l'article en donnant les références utiles à sa vérifiabilité et en les liant à la section « Notes et références ».
La Galerie Villand et Galanis, fondée par Henri Villand (mort en 1964) et Sylvie Galanis et installée au 127 boulevard Haussmann (Paris 8e), est, dans les années 1950 et les années 1960, l'une des plus importantes galeries d'art parisiennes qui exposent la peinture non figurative, avec la Galerie Maeght, la Galerie Louis Carré, situées dans le même quartier, la galerie Jeanne Bucher et la Galerie de France. Après la mort accidentelle de Henri Villand, Sylvie Galanis la dirige seule.
Les principaux artistes exposés par la galerie Villand et Galanis sont les peintres Jean Bertholle, Roger Chastel, Georges Dayez, Maurice Estève, Léon Gischia, Jacques Lagrange, Charles Lapicque, Jacques Vimard, Jean Vimenet le sculpteur Baltasar Lobo, le dessinateur et graveur Claude-Jean Darmon. Armando Barrios, André Beaudin, Paul Berçot, Francisco Bores, Antonio Corpora, Pablo Gargallo, Wilfredo Lam, Giorgio Morandi, Wolfgang Paalen, Alicia Penalba, Héctor Poleo, Lucien Wercollier sont également présentés.
Autour de ces artistes, les éditions Galanis ont réalisé de nombreux catalogues d'expositions et des ouvrages particulièrement soignés (choix des papiers, typographie, illustrations), notamment :
- Pierre Francastel, Estève, Paris, 1956,
- Charles Estienne, Dessins de Lapicque, La figure, 1959,
- Frank Elgar, Estève, Dessins, 1960,
- Jean Guichard-Meili, Dessins de Lapicque, Les chevaux, 1962,
- Jean Lescure, Dessins de Lapicque, La mer, 1964.

Parmi d'autres publications, les éditions Galanis ont également réalisé des « minuscules » (Jean Lescure, Images d'images (illustrations d'après Gischia), 1964; Roger Chastel, (... passé par la tête, 1968), des livres de bibliophilie (Jean Lescure, La Saint-Jean d’Été, avec 11 bois gravés de Gischia, 1964; Guillevic, Temple du merle, avec 15 bois gravés de Lagrange, 1969).
Les éditions Galanis ont aussi publié entre 1970 et 1973 la collection Écritures dirigée par Jean-Guichard-Meili, associant poètes et peintres (Camille Bourniquel et Manessier, Robert Marteau et Singier, Jean Guichard-Meili et Lapicque, Jean Grenier et Árpád Szenes, Claude Esteban et Bazaine, Alain Bosquet et Zoran Mušič).